# Социал-демократическая партия Абхазии
Социал-демократическая партия Абхазии (груз. სოციალურ დემოკრატიული პარტიის აფხაზეთის) — абхазская оппозиционная политическая партия.
СДПА основана во время политического кризиса, последовавшего за президентскими выборами 2004 года, членами предвыборного штаба Сергея Шамбы, пришедшего третьим на выборах. Кроме Шамбы, основателями партии стали его кандидат на пост вице-президента Владимир Аршба, а также руководитель штаба Геннадий Аламиа и бывший вице-премьер Альберт Тополян.
Учредительный съезд СДПА состоялся 15 октября 2004 года в государственном драматическом театре Абхазии, где Геннадий Аламиа был избран её первым председателем. Союз социал-демократической молодёжи был основан в качестве участника молодёжного крыла, которое возглавляет студент Абхазского государственного университета Астамур Логуа.
СДПА призвала отменить результаты президентских выборов и перенести их, а затем призвала бойкотировать президентские выборы, назначенные на 12 января 2005 года.
СДПА и Союз социал-демократической молодёжи — две из двенадцати организаций, основавших Форума абхазского народного единства, основанного 8 февраля 2005 года, и Геннадий Аламиа стал его первым председателем.
Новые выборы выиграла коалиция Багапш-Хаджимба, а Сергей Шамба стал новым министром иностранных дел, а Социал-демократическая партия осталась в оппозиции.
28 июня 2006 года Геннадий Аламиа на круглом столе, посвящённом созданию Международного консорциума Черноморских железных дорог, заявил, что восстановление сквозного движения будет способствовать возвращению грузинских беженцев и тем самым дестабилизирует ситуацию в Абхазии:
«Этот проект — своего рода троянский конь для Абхазии, который приведет к большой беде. Конечно, мы должны учитывать интересы России, но у нас есть и свои национальные интересы. Такой „сквозняк“ нам не нужен, но внутренние железнодорожные перевозки Абхазии необходимы!»
20 мая 2009 года Социал-демократическая партия Абхазии была одной из нескольких оппозиционных партий, которые в ходе пресс-конференции решительно критиковали внешнюю политику Правительства Абхазии:
- передача Абхазской железной дороги и Сухумского аэропорта в управление российским коммерческим структурам на длительный срок;
- заявления президента республики о планах разработки нефтяного месторождения в прибрежной полосе на юго-востоке Абхазии могут привести к росту международной напряженности в регионе[9].

Эту критику Шамба отверг двумя днями позже как «предвзятую».
5 марта 2010 года лидер СДПА Геннадий Аламиа совместно с Дауром Аршбой и Владимиром Зантарией обратился (все трое — сопредседатели Форума народного единства Абхазии) в С.Багапшу с предложениями по увековечиванию памяти первого президента Республики Абхазия Владислава Ардзинбы. В обращении содержалось 10 пунктов.